# Municipio de El Plateado de Joaquín Amaro
El municipio de El Plateado de Joaquín Amaro es uno de los 58 municipios del estado mexicano de Zacatecas. Su cabecera es la localidad de El Plateado de Joaquín Amaro y se encuentra localizado en el suroeste del estado.

## Geografía
El Plateo de Joaquín Amaro se encuentra localizado en la zona suroeste del estado de Zacatecas, en los denominados Cañones de Juchipila y Tlaltenango, tiene una extensión territorial de 351 kilómetros cuadrados, sus coordenadas extremas son 21° 51' - 22° 09' de latitud norte y 102° 54' - 103° 11' de longitud oeste, su altitud fluctúa entre los 1 700 y los 2 700 metros sobre el nivel del mar. 
Limita al norte con el municipio de Villanueva, al este con el municipio de Tabasco, al suroeste con el municipio de Tlaltenango de Sánchez Román y al oeste con el municipio de Momax, al noroeste  limita con el estado de Jalisco, en particular con el municipio de Colotlán.

## Demografía

### Localidades
El municipio de El Plateado de Joaquín Amaro tiene un total de 19 localidades; las principales y su población en 2020 son las que a continuación se enlistan:
| Localidad                              | Población |
| Total Municipio                        | 1 579     |
| El Plateado de Joaquín Amaro           | 541       |
| San Antonio de la Calera               | 351       |
| Colonia Antonio R. Vela (San Lorenzo)  | 256       |
| Francisco I. Madero (Rancho del Padre) | 110       |

## Política

### Representación legislativa
Para la elección de Diputados locales al Congreso de Zacatecas y de Diputados federales al Congreso de la Unión, el municipio de El Plateado de Joaquín Amaro se encuentra integrado en los siguientes distritos electorales:
Local:
- X Distrito Electoral Local de Zacatecas con cabecera en Villanueva.[3]

Federal:
- II Distrito Electoral Federal de Zacatecas con cabecera en la ciudad de Jerez de García Salinas.[4]